# Àcid paul·línic
L'àcid paul·línic, de nom sistemàtic àcid (Z)-icos-13-enoic, és un àcid carboxílic monoinsaturat de cadena lineal amb vint àtoms de carboni, la qual fórmula molecular és {\displaystyle {\ce {C20H38O2}}}. En bioquímica és considerat un àcid gras ω-7, ja que té el doble enllaç C=C situat entre el carboni 7 i el 8 començant per l'extrem oposat al grup carboxil, i se simbolitza per C20:1.

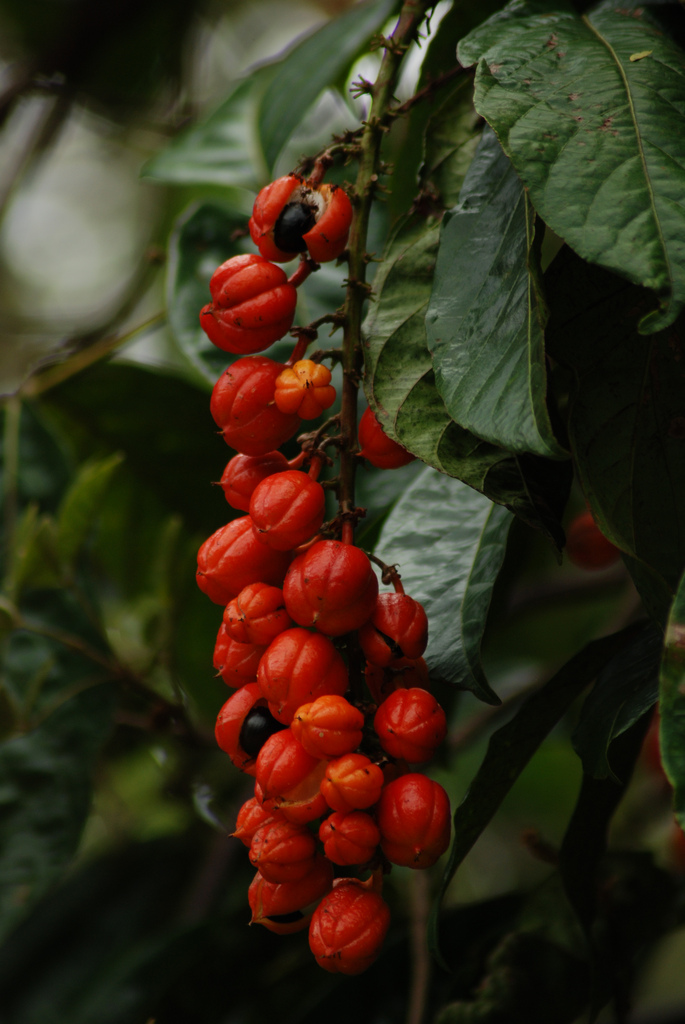
Guaranà del Brasil

A temperatura ambient és un líquid que congela a 13,4 °C. Obtingut per primera vegada del guaranà o paul·línia, Paullinia cupana, d'on prové el seu nom comú àcid paul·línic. S'ha aïllat de l'oli d'areng i del de colza i en diverses sapindàcies. També és un constituent de l'esponja Trikentrion loeve.